# Théodore Michel Vernier
Pour les articles homonymes, voir Vernier.
Théodore Michel Vernier est un homme politique français né le 27 décembre 1810 à Louhans (Saône-et-Loire) et mort le 22 septembre 1892 à Fixin (Côte-d'Or).

## Biographie
Avocat à Dijon, il est procureur du roi sous la Monarchie de Juillet. Rallié au Second Empire, il devient maire de Dijon et député de la Côte-d'Or de 1852 à 1863, siégeant dans la majorité dynastique, puis conseiller d’État de 1863 à 1873.

## Distinctions
Commandeur de la Légion d'honneur

## Sources
- « Théodore Michel Vernier », dans Adolphe Robert et Gaston Cougny, Dictionnaire des parlementaires français, Edgar Bourloton, 1889-1891 [détail de l’édition]